# Jihoruský ovčák
Jihoruský ovčák (Южнорусская овчарка, Južnorusskaja ovčarka) je plemeno psa, které pochází z Asie, ale zabydlel se na jihu Ruska a Ukrajině. Je to velký, mohutný pastevecký pes, určený ke strážení stád a majetku, je dlouhosrstý, nenáročný a otužilý. Je ostrý, obezřetný a nedůvěřivý k cizím lidem, odvážný a silný.

## Historie
Toto plemeno se podle všeho začalo šlechtit v 18. století v Krymu a to jako pastevecký pes a ochránce jiných zvířat před dravci a vlky. Postupně se však ukázali jako špatní ochránci před vlky a tak byli v 19. století kříženi s ovčáky kavkazského typu a s chrty. Za 2. světové války toto plemeno ale skoro vyhynulo, později, v 60. letech 20. století, znovu došlo k znovuobjevení. Mezi příbuzné patří nejspíše portugalský ovčák nebo katalánský ovčák. Plemeno bylo uznáno teprve nedávno, v roce 1983, kvůli dlouhému vývoji (původní psi byli úplně jiní než ti dnešní).

## Vzhled
Chlupy jsou 10 - 15 cm dlouhé a hrubé a lehce zvlněné. Pokrývají celé tělo psa, ale neměli by zakrývat oči. Brva je většinou bílá, nažloutlá nebo šedá, černá nebo se znaky se nepovolují. Hlava malá, dobře řezaná a pevně nasazená. Uši přiléhají ke hlavě, jsou malé a trojúhelníkovité. Stop je nezřetelný. Krk je krátký, dobře osvalený. Hřbet je středně dlouhý, široký. Ocas je dlouhý, osvalený a dobře osrstěný. Končetiny jsou silné, spíše krátké. Tlapky jsou kulaté a silné. Feny váží kolem 45 kg, psi 50 kg. Výška fen je minimálně 62 cm, u psů je to minimálně 65 cm.

## Povaha
Velmi dobrý hlídač, k cizím je nedůvěřivý a odtažitý, ale nesmí být agresivní. Vztah k dětem má dobrý, avšak není to pes jak se říká "k dětem",  malá batolata která mu budou strkat prsty do nosu, ho rozhodně nepotěší a je důležité děti seznámit s tím, jak se k psovi chovat. Vztah ke zvířatům je dobrý, je však třeba důkladná socializace! Patří mezi přírodní plemena, hlídání je pro něj přirozené, ale není to pes pro drillové cvičení. Svoji rodinu miluje a dokáže ji bránit, avšak je to pes jednoho pána. Rozhodně nelze doporučit nezkušených chovatelům.

## Péče
Srst potřebuje denní péči vyčesávání a párkrát za rok ostřihat. Měla by se mýt jen pokud je to opravdu nutné, protože má sklony k plstnatění.

## Využití
Ve své rodné zemi je to oblíbený hlídač a pastevecký pes, který pracuje s ovcemi a denně naběhá až 60 km (!), v České republice je to dobrý společník, hlídač i pes na výstavy. Jelikož je přizpůsobivý - co se počasí týče - je vhodný do jakékoliv oblastní a hodí se i pro agility nebo záchranařinu.